# 王仙芝
王仙芝（？—878年），濮州（今河南范縣）人，唐末民變領袖。

## 生平
王仙芝早年以販私鹽為業，唐僖宗乾符二年（875年），因連年饑旱，仙芝與尚君長、柴存、毕师铎、曹师雄、柳彦璋、刘汉宏、李重霸等三千餘饥民在長垣（今河南長垣）起兵，自號「天補均平大將軍兼海内诸豪都统」。五月，連克曹州、濮州（今河南濮阳），後與曹州冤句（今山東曹縣西北）的黃巢會合，北逼沂州（今山东临沂市）。乾符三年（876年）七月，天平节度使宋威在沂州（今山东临沂）城下大破王仙芝军，王仙芝率残部逃走。宋威遂向朝廷报告，称王仙芝已死。九月，王仙芝部克汝州（今河南汝州），杀唐官兵董汉勋、刑部侍郎刘承雍，俘刺史王鐐，直指東都洛陽（今河南洛陽市），官民纷携家出逃。乾符三年（876年）十月聯軍南走唐（今河南沁阳）、鄧（治今河南邓州）等州。十一月，攻占郢州（今湖北京山）、复州（今湖北仙桃）。
王仙芝对王鐐十分優待，王鐐力勸仙芝歸順，該年年底蘄州（今湖北蕲春）刺史裴偓誘降仙芝，宰相王鐸（王鐐堂兄弟）又說服唐僖宗授王仙芝左神策軍押牙之職，仙芝心態一度动摇。但此舉遭到黃巢堅決反對，黃巢大罵仙芝“始吾與汝共立大誓，橫行天下。今汝獨取官而去，使此五千餘眾何所歸乎？”又擊傷仙芝的頭部，此事遂未果。後黃巢北去，仙芝仍轉戰南方。
乾符四年二月，仙芝一度攻破鄂州（今湖北武昌），王、黃又再度合兵攻宋州（今河南商丘南方），不久又分兵，仙芝轉攻郢州。唐朝招討副都監楊復光再次誘降，仙芝遣尚君長、楚彥威等人洽降，中途為唐招討使宋威所劫持，宋威貪功，妄報戰勝，尚君長等人移送長安被殺，仙芝大怒，降敵之事再次未遂。乾符五年初，起義軍攻破荊南（今湖北江陵）羅城，由於李福率沙陀兵援軍到達，焚掠江陵而去，屠杀了江陵城的近十万户平民，后轉至申州。乾符五年（878年）二月仙芝在黃梅（今湖北黃梅西北）為招討史曾元裕所破，仙芝被斬首，死于停前圆旆岭。餘部由尚让率领北上，與黃巢会师于亳州（治今安徽亳州）。

## 贡献
- 王仙芝在中国民变历史上最早提出“平均”口号，實際作為行動綱領的則晚至北宋初年的王小波李順政權才出現。